# Eisenbahnmuseum Stadtlohn
Das Eisenbahnmuseum Stadtlohn befindet sich an der ehemaligen Bahnstrecke Borken-Burgsteinfurt und wurde 1996 durch den Eisenbahnclub Stadtlohn e. V. eröffnet. Es wird ehrenamtlich von den Mitgliedern des Vereines unterhalten. Das Eisenbahnmuseum Stadtlohn ist das einzige Museum über die Westfälische Landeseisenbahn (WLE) und befindet sich in der Güterabfertigung des ehemaligen Bahnhofsgebäudes in Stadtlohn.
Erwähnenswert im Museum sind die umfangreichen Fotosammlung, alte Möbelstücke wie ein Fahrkartenschrank und die restaurierte Draisine der Bahnmeisterei Stadtlohn sowie verschiedene Modellbahnen.

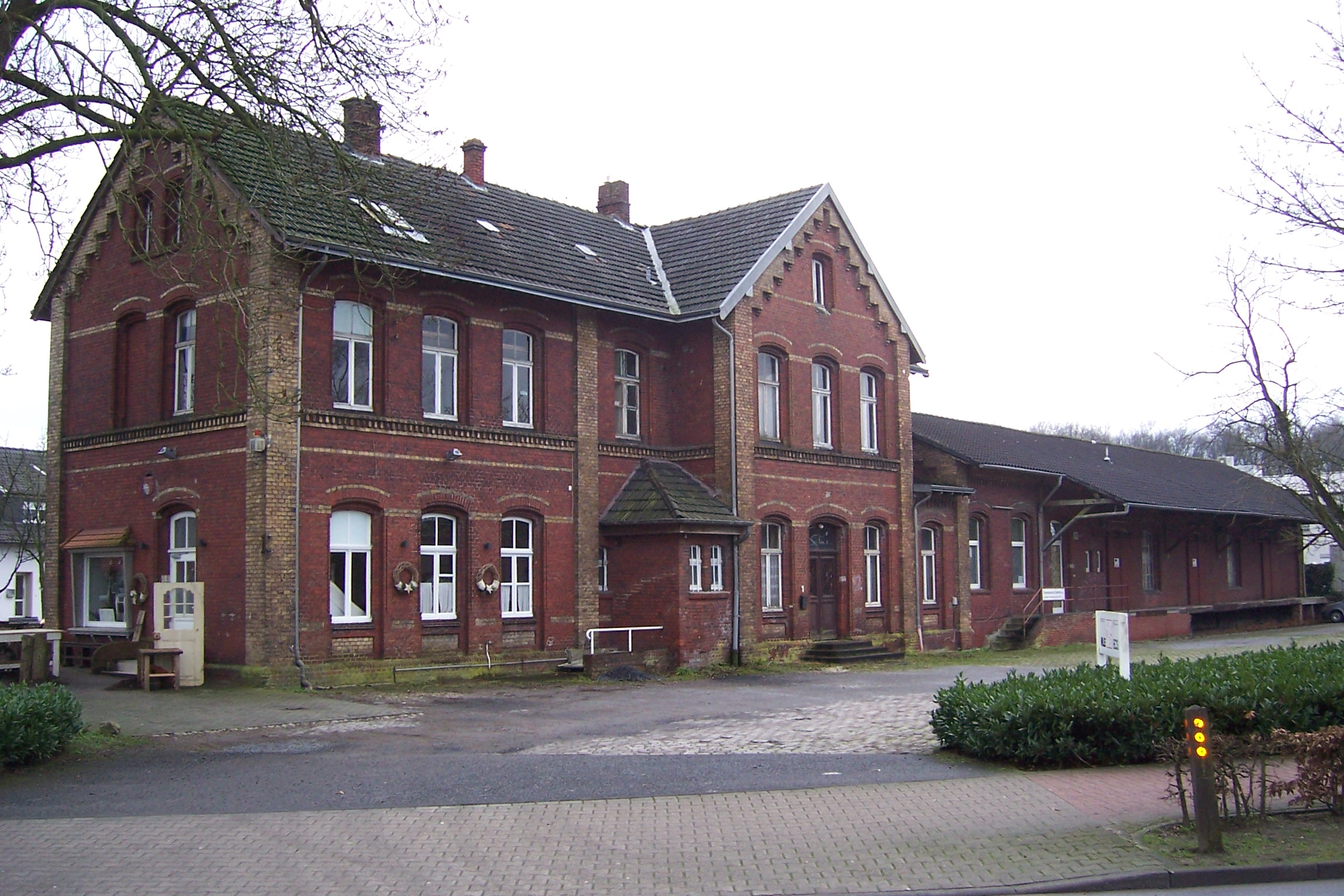
Empfangsseite des Bahnhofs Stadtlohn.
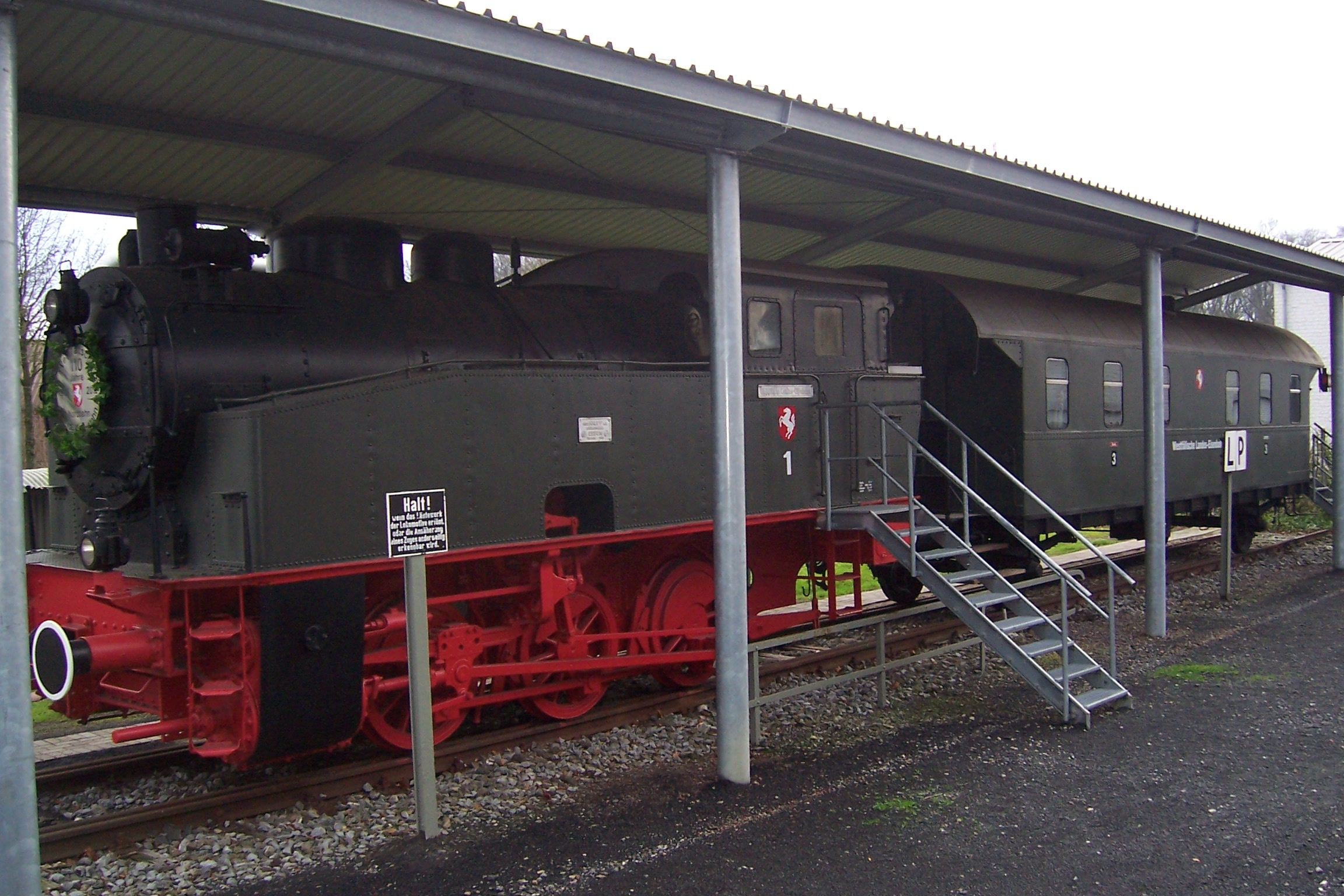
Rollmaterial der WLE.
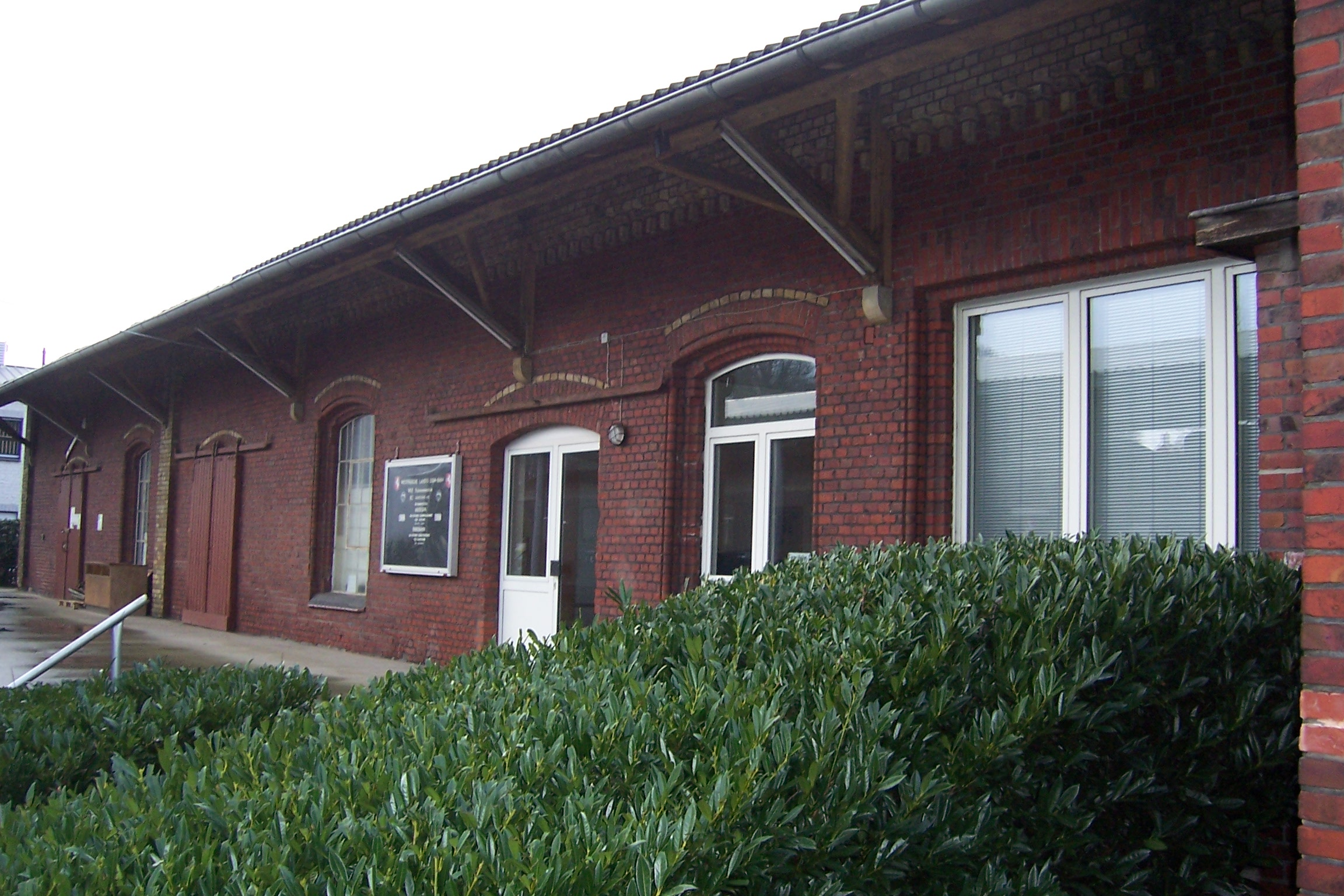
Eingang zum Museum.
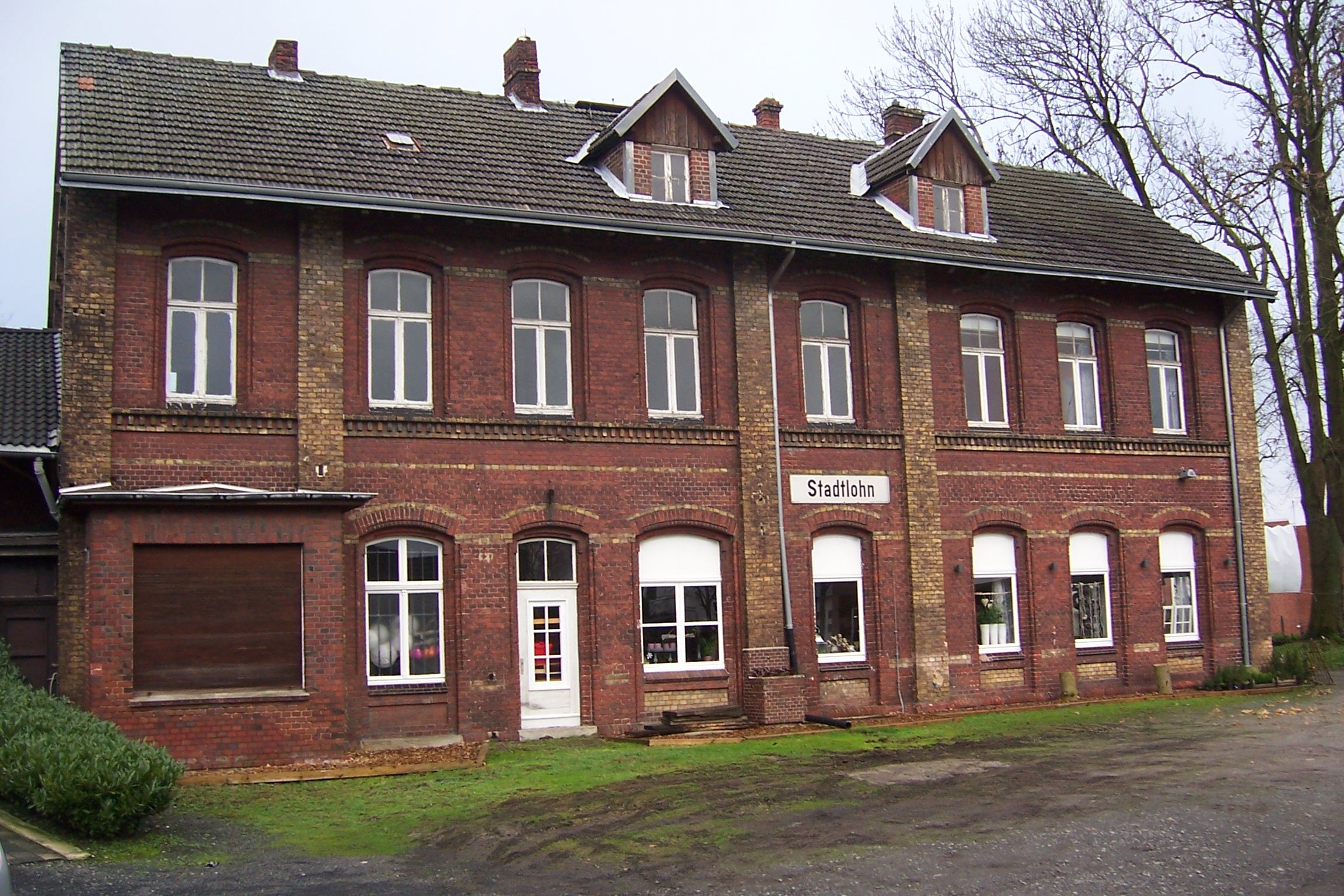
(ehem.) Gleisseite des Bahnhofs Stadtlohn.